# Hiccoda orbicularis
Hiccoda orbicularis är en fjärilsart som beskrevs av W. Warren 1913. Hiccoda orbicularis ingår i släktet Hiccoda och familjen nattflyn. Inga underarter finns listade i Catalogue of Life.